# Benoît Clair
 (juillet 2019).
Benoît Clair est un journaliste et écrivain français, né en 1953.

## Biographie
Arrière petit-neveu de l'acteur austro-américain Gustave von Seyffertitz, il commence sa carrière en 1971, après des études de journalisme et de droit, comme collaborateur parlementaire de Rémy Montagne, député de la 3e circonscription de Louviers, dans l'Eure.
En 1974, il devient journaliste pour différents médias (Radio-France, puis Europe 1) Il est l'un des premiers journalistes français à couvrir le début de la 1re guerre au Liban (1974-1975).
Il co-fonde ensuite, en 1981, la radio libre Paris FM, qui deviendra, en 1985, une filiale d'Europe 1 baptisée "95.2FM". Celle-ci est basée à la Tour Montparnasse, compte une trentaine de salariés et il en assure la responsabilité des relations extérieures et de la promotion. La station est dirigée alors par Robert Namias.
En 1985, il est l'envoyé spécial de Paris Match, à la NASA, au Centre spatial Lyndon B. Johnson de Houston, au Texas, pour suivre l'entrainement des 2 spationautes français, Jean-Lou Chretien et Patrick Baudry. En septembre 1985 est publié son livre: Aujourd'hui le soleil se lève 16 fois (Éditions Michel Lafon), consacré au voyage de Patrick Baudry, spécialiste de mission à bord de la navette Discovery (Vol 51-G).
En janvier 1986, il publie le 1er disque-CD-reportage (produit par CBS France) racontant le déroulement de ce 1er vol spatial franco-américain, avec les commentaires dits par Michel Chevalet de TF1. Il rejoint ensuite le Groupe Aerospatiale comme directeur de la Communication du Programme spatial Ariane5-Hermès.
En 1988, il est nommé conseiller pour la communication dans l'équipe de campagne de Raymond Barre, pour l'élection présidentielle, puis il est nommé directeur de la communication et du marketing pour l'Europe du groupe américain Allied-Signal (Bendix), basé à Morristown (New Jersey).
En 1991, il s'installe définitivement aux États-Unis comme consultant en communication, journaliste et correspondant de plusieurs médias français (Le Figaro, le groupe Prisma-Presse (VSD) et RTL et collabore avec de nombreuses publications (L.A.Times, Wall Street Journal, Financial Times). En 1995, il est le premier journaliste européen élu au Board du Los Angeles Press Club et rejoint Radio Monte-Carlo comme correspondant permanent aux États-Unis (jusqu'en 2007) ou il présente, entre 1996 et 2000, une émission quotidienne en direct d'Hollywood.
En 2004, Benoît Clair publie un livre relatant la campagne présidentielle de John Kerry, Objectif Maison-Blanche, préfacé par son ami Pierre Salinger, ancien porte-parole et conseiller de presse du Président John F. Kennedy. 
En 2005, il rachète une société de productions TV, co-écrit le scénario du film La Vérité sur le Dahlia noir pour NBCUniversal et développe depuis des co-productions de documentaires pour une cinquantaine de chaines TV à travers le monde.
Correspondant permanent du groupe TF1 et de la chaine d'information française LCI pour l'Ouest des États-Unis, depuis 1995, d'Europe 1 depuis 2009, et de Radio-Classique (Groupe LVMH) entre 2015 et 2021; éditorialiste pour Radio-Monaco depuis 2012, il collabore également avec le 1ᵉʳ réseau de radios du Québec COGECO Medias et sa station-phare, 98.5FM à Montréal. Il a été, de 2013 à 2019, le correspondant permanent aux Etats-Unis de La Dépêche de Tahiti, quotidien publié en Polynésie Francaise
Il est veuf (en seconde noces), d'une victime collatérale des attentats du 11 septembre 2001 et père de 2 enfants. 

## Ouvrages et films
- Aujourd'hui le soleil se lève 16 fois. L'aventure spatiale du français Patrick Baudry, Éditions Carrère-Lafon, 1985.
- En attendant Hermès, documentaire pour Antenne 2, 1986.
- Le rêve est vivant, commentaire documentaire pour IMAX, 1988.
- John F. Kerry: Objectif Maison-Blanche. Voyage au cœur de la campagne présidentielle américaine, 2004. Preface de Peter Salinger.
- La Vérité sur le Dahlia noir, TV Fiction: scénariste et réalisateur, Universal Studios, 2008.
- Duel 2020 - Election Présidentielle US - Publié en anglais chez MacLersen Publishing - Washington D.C. - 2020